# 荻窪栄光教会
日本イエス・キリスト教団荻窪栄光教会は、井上義実が代表を務める日本の宗教法人である。

## スタッフ
- 井上義実 (主管牧師)
- 中島秀一 (牧師)
- 長谷部裕子 (牧師)
- 井上賛子 (牧師夫人)
- 中島きよ子 (牧師夫人)
- 矢島志朗 (勧士)
- 黛藤夫 (主事)